# Wish You The Best
『Wish You The Best』（ウィッシュ・ユー・ザ・ベスト）は、倉木麻衣の1枚目のベストアルバム。2004年1月1日にGIZA studio
から発売された。

## 概要
- デビュー5周年を記念して発売された自身初のベストアルバム。
- 1stシングル「Love, Day After Tomorrow」から、17thシングル「風のららら」までの中から、シングルA面曲14曲と、アルバム曲「Delicious Way」「Tonight, I feel close to you」が発売順に収録されている。シングルA面曲から、「Start in my life」、「Can't forget your love」、「PERFECT CRIME -Single Edit-」、「Make my day」、「Kiss」は収録されていない。音源はシングル発売時にレコーディングされたものにリマスタリング処理をしたものを収録している。
- 第19回日本ゴールドディスク大賞でロック&ポップ・アルバム・オブ・ザ・イヤーを受賞している。100万枚以上の出荷を記録。
- オリコンでは初登場から4週連続1位を記録。1stアルバムから5作品連続オリコン1位となる。

## 収録曲
| 全作詞: 倉木麻衣（特記以外）。 |                                                                                     |                      |                                               |                                               |      |
| #                              | タイトル                                                                            | 作詞                 | 作曲                                          | 編曲                                          | 時間 |
| 1.                             | 「Love, Day After Tomorrow」                                                        | 倉木麻衣（特記以外） | 大野愛果                                      | Cybersound                                    | 4:04 |
| 2.                             | 「Stay by my side」                                                                 | 倉木麻衣（特記以外） | 大野愛果                                      | Cybersound                                    | 4:27 |
| 3.                             | 「Secret of my heart」                                                              | 倉木麻衣（特記以外） | 大野愛果                                      | Cybersound                                    | 4:27 |
| 4.                             | 「NEVER GONNA GIVE YOU UP」(作詞: 倉木麻衣、Michael Africk)                         | 倉木麻衣（特記以外） | Michael Africk、Miguel Sá Pessoa、Perry Geyer | Michael Africk、Miguel Sá Pessoa、Perry Geyer | 4:00 |
| 5.                             | 「Delicious Way」                                                                   | 倉木麻衣（特記以外） | 大野愛果                                      | Cybersound                                    | 3:53 |
| 6.                             | 「Simply Wonderful 〜Radio Edit〜」                                                 | 倉木麻衣（特記以外） | 大野愛果                                      | Cybersound                                    | 3:54 |
| 7.                             | 「Reach for the sky」                                                               | 倉木麻衣（特記以外） | 大野愛果                                      | Cybersound                                    | 4:48 |
| 8.                             | 「冷たい海」                                                                        | 倉木麻衣（特記以外） | 大野愛果                                      | Cybersound                                    | 4:42 |
| 9.                             | 「Stand Up」                                                                        | 倉木麻衣（特記以外） | 徳永暁人                                      | 徳永暁人                                      | 4:38 |
| 10.                            | 「always」                                                                          | 倉木麻衣（特記以外） | 大野愛果                                      | Cybersound                                    | 4:07 |
| 11.                            | 「Winter Bells」                                                                    | 倉木麻衣（特記以外） | 徳永暁人                                      | 徳永暁人                                      | 4:37 |
| 12.                            | 「Feel fine!」                                                                      | 倉木麻衣（特記以外） | 徳永暁人                                      | 徳永暁人                                      | 4:49 |
| 13.                            | 「Like a star in the night」(Strings: 池田大介)                                     | 倉木麻衣（特記以外） | 大野愛果                                      | 徳永暁人                                      | 5:35 |
| 14.                            | 「Time after time〜花舞う街で〜」                                                   | 倉木麻衣（特記以外） | 大野愛果                                      | Cybersound                                    | 4:02 |
| 15.                            | 「風のららら」                                                                      | 倉木麻衣（特記以外） | 春畑道哉                                      | Cybersound                                    | 4:22 |
| 16.                            | 「Tonight, I feel close to you（with 孫燕姿<Yan-zi>）」(作詞：倉木麻衣・西室斗紀子) | 倉木麻衣（特記以外） | 大野愛果                                      | Cybersound                                    | 4:06 |
| 合計時間:                      | 合計時間:                                                                           | 合計時間:            | 合計時間:                                     | 70:31                                         |      |

### 楽曲解説
1. 「Love, Day After Tomorrow」
1stシングル。
2. 「Stay by my side」
2ndシングル。
3. 「Secret of my heart」
3rdシングル。よみうりテレビ系アニメ『名探偵コナン』エンディングテーマ。
4. 「NEVER GONNA GIVE YOU UP」
4thシングル。『MFTV』テーマソング。
5. 「Delicious Way」
1stアルバム『delicious way』表題曲。
6. 「Simply Wonderful 〜Radio Edit〜」
5thシングル「Simply Wonderful」の2曲目。アルバム初収録。
7. 「Reach for the sky」
6thシングル。NHK朝の連続テレビ小説『オードリー』テーマソング。
8. 「冷たい海」
7thシングル「冷たい海/Start in my life」の1曲目。
9. 「Stand Up」
8thシングル。コカ・コーラ『爽健美茶 Natural Breeze 2001 happy life』CMソング。
10. 「always」
9thシングル。よみうりテレビ系アニメ『名探偵コナン』エンディングテーマ。映画『名探偵コナン 天国へのカウントダウン』主題歌。
11. 「Winter Bells」
11thシングル。よみうりテレビ系アニメ『名探偵コナン』オープニングテーマ。
12. 「Feel fine!」
12thシングル。資生堂『シーブリーズ』CMソング。
13. 「Like a star in the night」
13thシングル。テレビ朝日系『ダーク・エンジェル』テーマソング。
14. 「Time after time〜花舞う街で〜」
15thシングル。映画『名探偵コナン 迷宮の十字路』主題歌。
シングルバージョンは倉木のアルバム初収録となった[1]。
15. 「風のららら」
17thシングル。よみうりテレビ系アニメ『名探偵コナン』オープニングテーマ。
16. 「Tonight, I feel close to you」（with 孫燕姿<Yan-zi>
4thアルバム『If I Believe』収録曲。